# Sabchota Chai
Sabchota Chai (en georgiano: საბჭოთა ჩაი) o Atoura (en abjasio: Атоура) es una aldea que pertenece a la parcialmente reconocida República de Abjasia, dentro del distrito de Gali, aunque de iure es parte del municipio de Gali de la República Autónoma de Abjasia de Georgia.

## Geografía
Sabchota Chai se encuentra en la llanura de Samurzajano, a 15 km de Gali. Las aldea se administra desde el pueblo de Kvemo Barguebi.  